# Juan Salas (futbolista)
Juan Carlos Salas (Buenos Aires, Argentina; 7 de abril de 1999) es un futbolista argentino. Juega como lateral por la derecha o volante interior y su equipo actual es el All Boys de la Primera Nacional de Argentina.

## Trayectoria
Salas inició su carrera profesional en Belgrano de Córdoba, debutó de la mano del entrenador Alfredo Berti el 27 de julio de 2019 frente a Real Pilar en los dieciseisavos de final de la Copa Argentina 2018-19, en esa época el pirata cordobés militaba en la Primera Nacional del fútbol argentino. 
En el 2021, el lateral no pudo realizar ninguna práctica con el entrenador Alejandro Orfila quien había llegado con la nueva conducción del club y tampoco lo pudo hacer con Guillermo Farré, ambos decidieron no tenerlo en cuenta. 
Posteriormente se unió a préstamo a Güemes de Santiago del Estero de la misma división para tener más continuidad. Al finalizar el préstamo renovó su contrato con Belgrano de Córdoba y volvió a ir a préstamo nuevamente al club santiagueño.
En su segundo ciclo en los gauchos sufrió una rotura de ligamentos cruzados y regresó a Córdoba para terminar con la recuperación. Luego de haberse recuperado y sin oportunidades de tener minutos en el Pirata, Salas decidió rescindir contrato con el club y seguir su carrera en otra institución.
Más tarde firmó contrato con All Boys por un año y terminó renovando por un año más con dicha institución.

## Estadísticas
Actualizado al 23 de octubre de 2024

| Belgrano de Córdoba Argentina | 2.ª           | 2019-20       | 8  | 0 | 1 | 0 | - | - | 9  | 0 |
| Belgrano de Córdoba Argentina | 2.ª           | 2020          | 1  | 0 | 0 | 0 | - | - | 1  | 0 |
| Belgrano de Córdoba Argentina | Total         | Total         | 9  | 0 | 1 | 0 | - | - | 10 | 0 |
| Güemes Argentina              | 2.ª           | 2021          | 23 | 0 | 0 | 0 | - | - | 23 | 0 |
| Güemes Argentina              | 2.ª           | 2022          | 8  | 0 | 0 | 0 | - | - | 8  | 0 |
| Güemes Argentina              | Total         | Total         | 31 | 0 | 0 | 0 | - | - | 31 | 0 |
| All Boys Argentina            | 2.ª           | 2023          | 14 | 0 | 0 | 0 | - | - | 14 | 0 |
| All Boys Argentina            | 2.ª           | 2024          | 28 | 3 | 0 | 0 | - | - | 28 | 3 |
| All Boys Argentina            | Total         | Total         | 42 | 3 | 0 | 0 | - | - | 42 | 3 |
| Total Carrera                 | Total Carrera | Total Carrera | 82 | 3 | 1 | 0 | - | - | 83 | 3 |
| 1.                            |               |               |    |   |   |   |   |   |    |   |